# Lubbock
Lubbock (IPA: [ˈlʌbək]) negyedmilliós lélekszámú város az Amerikai Egyesült Államok Texas államában, Lubbock megye székhelye.
Lubbock a gazdasági központja a mezőgazdasági jellegű South Plains régiónak. Központ szerepe révén kapta a „Hub of the Plains” becenevet. A régió a világ legnagyobb kiterjedésű összefüggő gyapottermelő területe. A száraz klíma miatt szükséges intenzív öntözéshez a Ogallala-Aquiferből szivattyúzzák fel a vizet.

## Története
A terület a 19. századelső felében a komancs indiánok ellenőrzése alatt állt.  Lubbock megyét 1876-ban alapították; nevét Thomas Saltus Lubbock texasi ranger és konföderációs tiszt után kapta. Maga a város 1890-ben jött létre két település, Old Lubbock és Monterey összeolvadásából; egy évvel később lett megyeszékhely.

## Népesség
| Lakosok száma | 229 573 | 243 839 | 255 885 | 257 141 |
|               | 2010    | 2014    | 2018    | 2020    |

## Oktatás
A város ad otthont az 1923-ban alapított Texas Tech University kutatóegyetemnek. Az egyetem sportcsapatai Texas Tech Red Raiders néven vesznek szerepelnek a különböző versenyeken. Lubbockban található emellett a Lubbock Christian University, de a South Plains College-nak és a Wayland Baptist Universitynek is van kampusza a városban.